# Pattinaggio di velocità ai XXIII Giochi olimpici invernali - Inseguimento a squadre femminile
La gara dell'inseguimento a squadre femminile di pattinaggio di velocità dei XXIII Giochi olimpici invernali di Pyeongchang si è svolta tra il 19 e il 21 febbraio 2018 sulla pista dell'ovale di Gangneung.
La squadra giapponese ha conquistato la medaglia d'oro, mentre l'argento e il bronzo sono andati rispettivamente alla squadra olandese e a quella statunitense.

## Record
Prima della manifestazione il record del mondo e il record olimpico erano i seguenti:
| Record mondiale | 2'50"87 | Giappone Miho Takagi Ayano Sato Nana Takagi            | 8 dicembre 2017 Salt Lake City, Stati Uniti |
| Record olimpico | 2'58"05 | Paesi Bassi Marrit Leenstra Jorien ter Mors Ireen Wüst | 22 febbraio 2014 Soči, Russia               |

Durante la competizione è stato battuto il seguente record:
| Data        | Evento             | Atlete                                        | Nazione     | Tempo   | Record          |
| ----------- | ------------------ | --------------------------------------------- | ----------- | ------- | --------------- |
| 19 febbraio | Quarto di finale 1 | Marrit Leenstra Ireen Wüst Antoinette de Jong | Paesi Bassi | 2'55"61 | Record olimpico |
| 21 febbraio | Finale A           | Miho Takagi Ayano Sato Nana Takagi            | Giappone    | 2'53"89 | Record olimpico |

## Risultati

### Quarti di finale
| Pos. | Batteria | Nazione       | Atlete                                                      | Tempo   | Note   |
| ---- | -------- | ------------- | ----------------------------------------------------------- | ------- | ------ |
| 1    | 1        | Paesi Bassi   | Antoinette de Jong Marrit Leenstra Ireen Wüst               | 2'55"61 | , QSF1 |
| 2    | 2        | Giappone      | Ayano Sato Miho Takagi Nana Takagi                          | 2'56"09 | QSF2   |
| 3    | 3        | Canada        | Ivanie Blondin Josie Morrison Isabelle Weidemann            | 2'59"02 | QSF2   |
| 4    | 4        | Stati Uniti   | Heather Bergsma Brittany Bowe Mia Manganello                | 2'59"75 | QSF1   |
| 5    | 2        | Cina          | Han Mei Hao Jiachen Li Dan                                  | 3'00"01 | QFC    |
| 6    | 3        | Germania      | Roxanne Dufter Gabriele Hirschbichler Claudia Pechstein     | 3'02"65 | QFC    |
| 7    | 1        | Corea del Sud | Kim Bo-reum Noh Seon-yeong Park Ji-woo                      | 3'03"76 | QFD    |
| 8    | 4        | Polonia       | Katarzyna Bachleda-Curuś Natalia Czerwonka Luiza Złotkowska | 3'04"80 | QFD    |

### Semifinali
| Pos.         | Nazione     | Atlete                                           | Tempo   | Distacco | Note |
| ------------ | ----------- | ------------------------------------------------ | ------- | -------- | ---- |
| Semifinale 1 |             |                                                  |         |          |      |
| 1            | Paesi Bassi | Antoinette de Jong Lotte van Beek Ireen Wüst     | 3'00"41 | -        | QA   |
| 2            | Stati Uniti | Heather Bergsma Mia Manganello Carlijn Schoutens | 3'07"28 | +6"87    | QB   |
| Semifinale 2 |             |                                                  |         |          |      |
| 1            | Giappone    | Ayaka Kikuchi Miho Takagi Nana Takagi            | 2'58"94 | -        | QA   |
| 2            | Canada      | Ivanie Blondin Keri Morrison Isabelle Weidemann  | 3'01"84 | +2"90    | QB   |

### Finali
| Pos.     | Nazione       | Atlete                                                  | Tempo   | Distacco | Note            |
| -------- | ------------- | ------------------------------------------------------- | ------- | -------- | --------------- |
| Finale A |               |                                                         |         |          |                 |
| Oro      | Giappone      | Ayano Sato Miho Takagi Nana Takagi                      | 2'53"89 | -        | Record olimpico |
| Argento  | Paesi Bassi   | Antoinette de Jong Marrit Leenstra Ireen Wüst           | 2'55"48 | +1"59    |                 |
| Finale B |               |                                                         |         |          |                 |
| Bronzo   | Stati Uniti   | Heather Bergsma Brittany Bowe Mia Manganello            | 2'59"27 | -        |                 |
| 4        | Canada        | Ivanie Blondin Josie Morrison Isabelle Weidemann        | 2'59"72 | +0"45    |                 |
| Finale C |               |                                                         |         |          |                 |
| 5        | Cina          | Hao Jiachen Li Dan Liu Jing                             | 3'00"04 | -        |                 |
| 6        | Germania      | Roxanne Dufter Gabriele Hirschbichler Claudia Pechstein | 3'04"67 | +4"63    |                 |
| Finale D |               |                                                         |         |          |                 |
| 7        | Polonia       | Karolina Bosiek Natalia Czerwonka Luiza Złotkowska      | 3'03"11 | -        |                 |
| 8        | Corea del Sud | Kim Bo-reum Noh Seon-yeong Park Ji-woo                  | 3'07"30 | +4"19    |                 |